# 林正峰 (香港)
林正峰（英語：Niklas Lam Ching Fung，1994年8月5日—），香港男主持、演員及意見領袖，現為無綫電視經理人合約藝員及 big big channel 藝人。

## 簡歷

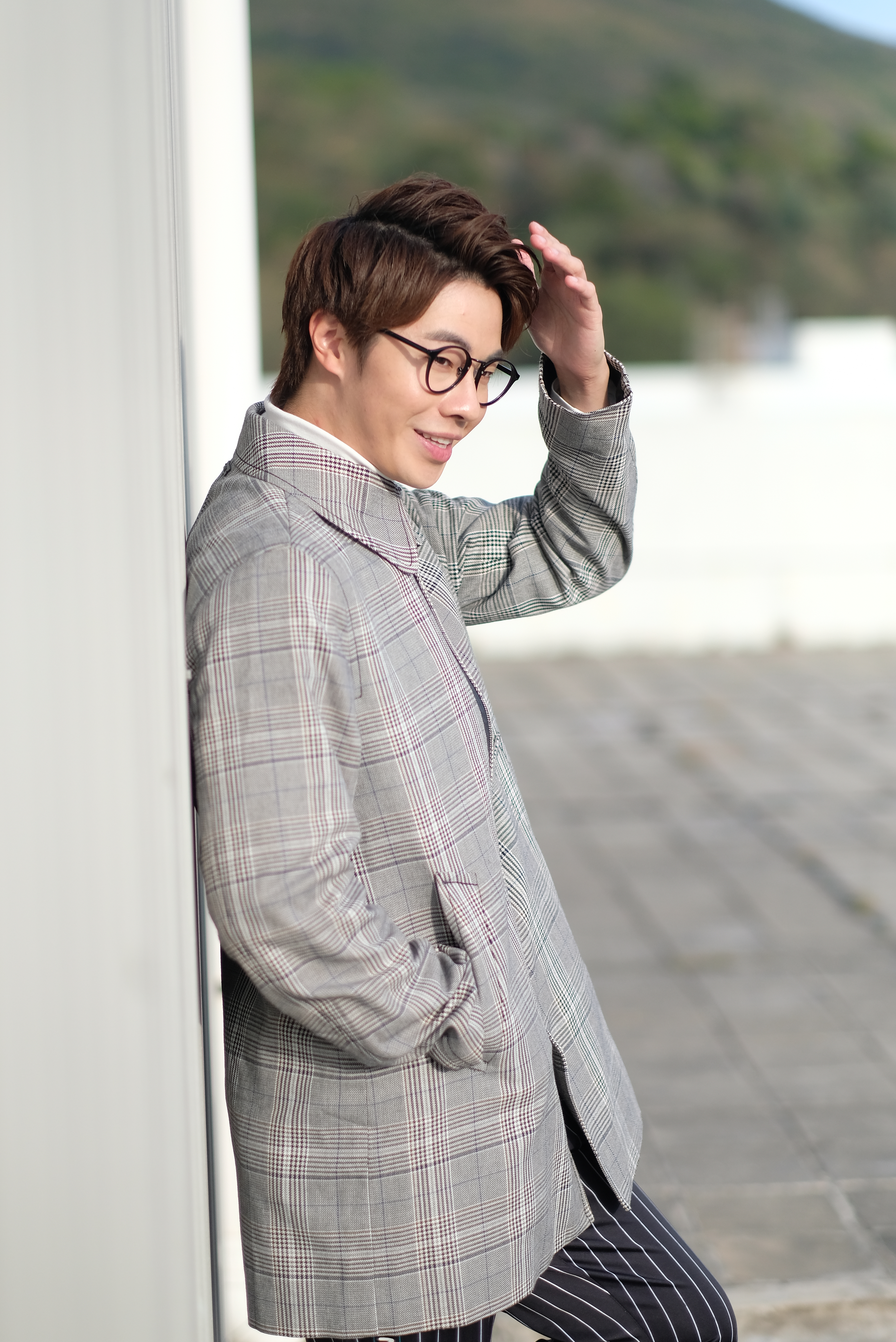
電視廣播城天台

林正峰出身於單親家庭，有兩名姊姊，表哥為無綫電視藝員林景程，小時候成長於貧困家庭，因母親身體欠佳又不能工作，所以一家四口子曾領取綜援度日；2001至2007年曾就讀馬鞍山循道衛理小學，2007至2013年則在香港中文大學校友會聯會陳震夏中學唸書。他從小希望投身演藝界，2017年透過無綫電視旗下網上直播兼社交平臺 big big channel 及清談節目《#後生仔傾偈》，成為其中一名意見領袖；同年底亦畢業於香港大學社會工作及社會行政學系，也成為註冊社工且於香港基督教青年會任職項目統籌主任。
另外，林正峰接受傳媒專訪時曾透露喜歡站在舞台上的感覺，故此在校期間參演過不少港大劇社或其他劇團主辦的作品，並曾學習跆拳道和達到黑帶級別，盼將來成為武打演員。2018年，他在《#後生仔傾吓偈》裡疑因討論男生下體話題時說粗言穢語而受到關注，同年參演首部電視劇《救妻同學會》，之後除了擔任節目主持、拍攝電視劇集，也轉做兼職社工以便發展演藝事業。2020年，他在翡翠台首套在星期一至五播放的第四線劇集《香港愛情故事》中，飾演宅男廢青「邱凱傑」一角而再受觀眾關注。
2021年4月，林正峰簽約成為無綫電視經理人合約藝人，亦是監製林肯的常用演員；同年10月，他首次主演劇集《青年心城之撐起青春》。同年年底，他在《萬千星輝頒獎典禮2021》首度入圍「飛躍進步男藝員」最後六強。2022年2月，他在電視廣播城工作期間感染新冠肺炎，其後康復。

## 演出作品

### 電視劇
| 首播            | 劇名                     | 角色                     |
| 無綫電視        |                          |                          |
| 2018年          | 救妻同學會               | 李恩朗弟弟（第7集）      |
| 2020年          | 香港愛情故事             | 邱凱傑                   |
| 2021年          | 青年心城之撐起青春       | 林少峰                   |
| 2021年          | 星空下的仁醫             | 嚴家明（Duncan）         |
| 2022年          | 青春不要臉               | 許士賓                   |
| 2022年          | 雙生陌生人               | P-Dragon                 |
| 2022年          | 回歸                     | 陳智斌                   |
| 2022年          | 美麗戰場                 | 小巴乘客（第1集）        |
| 2022年          | 愛·回家之開心速遞        | 林景峰（第1736集）       |
| 2022年          | 有種好男人               | 蔣卓霆                   |
| 2023年          | 新四十二章               | 章 經（青年）            |
| 2023年          | 新聞女王                 | 王 偉                    |
| 2024年          | 逆天奇案2                | 莫振邦（青年）           |
| 2024年          | 法證先鋒VI：倖存者的救贖 | 程 朗                    |
| 2024年          | 異空感應                 | 岑梓峰                   |
| 未播映          | 非常檢控觀               |                          |
| 邵氏兄弟        |                          |                          |
| 2022年          | 飛虎3壯志英雄            | 飛虎隊隊員               |
| big big channel |                          |                          |
| 2018年          | 我老細唔係人             | 同 事（第5、6、8、14集） |
| 2018年          | 我老細唔係人             | 員 工（第13集）          |

### 主持節目
| 首播     | 節目名                                 | 備註                                                             |
| 無綫電視 |                                        |                                                                  |
| 2017年   | 8個紀錄的誕生 2017 TVB大專紀實短片比賽 | 與陸浩明及孔德賢一同主持                                         |
| 2019年   | 金豬報喜迎新歲                         | 與區永權及楊詩敏一同主持                                         |
| 2019年   | 香港原味道                             | 第三輯 第15集加入；與譚玉瑛、吳幸美、余德丞及孔德賢一同主持      |
| 2019年   | 2019勁歌金曲優秀選第一回               | 與林師傑、周志康、謝文欣及孔德賢一同主持                         |
| 2019年   | 眼睛去旅行                             | 第1、2集；與陳欣茵一同主持                                       |
| 2020年   | 香港原味道                             | 第四輯；與譚玉瑛、黃庭鋒及孔德賢一同主持                         |
| 2020年   | 安樂蝸                                 | 主持之一                                                         |
| 2020年   | 香港原味道                             | 第五輯；與孔德賢、黃庭鋒、吳天佑及劉頌鵬一同主持                 |
| 2021年   | 不能只有我看到的 便利店追女神食譜      | 與曾展望及施焯日一同主持                                         |
| 2021年   | 周末集結                               | 與徐文浩、曾展望、劉頌鵬、黃婧靈、陳欣茵、杜穎珊及黃紫恩一同主持 |
| 2023年   | TVB 2024節目巡禮感謝祭                 |                                                                  |
| 2023年   | 獎門人台慶感謝祭                       |                                                                  |
| 2023年   | 萬千星輝賀台慶                         |                                                                  |
| 2023年   | 溜走的真味                             |                                                                  |
| 2024年   | 獎門人新春感謝祭                       |                                                                  |
| 2024年   | 獎門人Happy Easter感謝祭               |                                                                  |
| 2024年   | 玩盡澳門無限Fun                        |                                                                  |

### 綜藝節目
| 首播     | 節目名                                           | 備註           |
| 無綫電視 |                                                  |                |
| 2017年   | #後生仔傾偈                                      | 意見領袖之一   |
| 2017年   | #後生仔去台灣傾吓偈                                | 意見領袖之一   |
| 2017年   | #後生仔平安夜傾吓偈                                | 意見領袖之一   |
| 2018年   | Ben Sir睇樓團                                    | 演出第二輯     |
| 2018年   | #後生仔睇完港姐倾吓偈                              | 意見領袖之一   |
| 2018年   | #後生仔失驚無神賀聖誕                            | 意見領袖之一   |
| 2019年   | #後生仔同港姐傾吓偈                                | 意見領袖之一   |
| 2019年   | #後生仔睇完港姐傾偈                              | 意見領袖之一   |
| 2019年   | #後生仔再同港姐傾吓偈                              | 意見領袖之一   |
| 2019年   | #一屋後生仔                                      | 意見領袖之一   |
| 2019年   | #後生仔傾吓傾吓傾到2020                              | 意見領袖之一   |
| 2020年   | #溫哥華後生仔傾吓偈                                | 意見領袖之一   |
| 2020年   | 網購攻略＋big big shop感謝祭                     | 固定演出       |
| 2020年   | #後生仔睇完港姐傾偈                              | 固定演出       |
| 2020年   | 星光熠熠耀保良                                   | 固定演出       |
| 2020年   | 衝上雲霄大選                                     | 固定演出       |
| 2021年   | 聲夢傳奇 繼續召集                                | 固定演出       |
| 2021年   | 萬千星輝頒獎典禮2020                             | 頒獎嘉賓之一   |
| 2021年   | big big shop新春感謝祭                           | 固定演出       |
| 2021年   | 慈善星輝仁濟夜                                   | 固定演出       |
| 2021年   | 港產旅行團                                       | 固定演出       |
| 2021年   | 天天開運王                                       | 固定演出       |
| 2021年   | 金牛獻瑞賀新禧                                   | 固定演出       |
| 2021年   | 金牛吉祥耀保良                                   | 固定演出       |
| 2021年   | 大整蠱                                           | 演出第2集      |
| 2021年   | 開心大綜藝                                       | 第6集嘉賓      |
| 2021年   | 明星運動會                                       | 演出羽毛球項目 |
| 2021年   | We Miss Hong Kong STAY-cation晉級賽              | 固定演出       |
| 2021年   | 代溝關注組                                       | 固定演出       |
| 2021年   | 醫醫，我不想再病了                               | 固定演出       |
| 2021年   | 星光熠熠耀保良                                   | 固定演出       |
| 2023年   | 香港同胞慶祝中華人民共和國成立七十四周年文藝晚會 |                |
| 2023年   | 萬千星輝賀台慶                                   |                |

### 微電影
| 首映     | 電影名         | 角色                |
| 無綫電視 |                |                     |
| 2019年   | 一代宗獅迎新歲 | 舞獅隊隊員（第2集） |

### 舞台劇
| 首演                    | 劇名                                           | 角色  |
| 香港演藝學院            |                                                |       |
| 2014年7月31日 - 8月3日  | New Kids on the Block （暑假音樂劇大搞作2014） | 林 峰 |
| 想出軌劇場              |                                                |       |
| 2014年9月27、28日       | 不能愛你的幸福                                 |       |
| 葵涌醫院話劇團          |                                                |       |
| 2014年9月28日           | 你能聽見我嗎？                                 |       |
| Theatre Noir Foundation |                                                |       |
| 2015年5月               | Rent                                           |       |
| 港大劇社                |                                                |       |
| 2016年7月27、28日       | 缺                                             | Angus |

### 音樂錄像
| 年份   | 歌名           | 歌手   |
| 2017年 | 花森林         | 譚嘉儀 |
| 2018年 | 只想與你再一起 | 菊梓喬 |
| 2019年 | 離開有什麼可怕 | 劉子碩 |

### 電台節目
| 日期             | 節目名 | 備註                 |
| Channel234       |        |                      |
| 2016年           | 有台火 | 6月20日嘉賓          |
| OnAirPOWER       |        |                      |
| 2016年           | 創無限 | 7月18日、第106集嘉賓 |
| 香港電台普通話台 |        |                      |
| 2018年           | U秀幫  | 9月11、18日嘉賓      |

### 廣告
| 年份   | 產品                                                 |
| 2018年 | big big shop - 日本大糖嶺水蜜桃                      |
| 2018年 | big big shop - 台灣好農特選 - 夏雪芒果               |
| 2019年 | big big shop - 心形肉眼扒                            |
| 2019年 | big big shop - 愛情傘吊墜                            |
| 2019年 | big big shop - 情人節鮮花                            |
| 2019年 | 中銀香港「BoC Pay 流動應用程式 一App 跨越支付界限」  |
| 2019年 | 中銀香港「BoC Pay 積分當錢使，密密掃，密密扣！」     |
| 2019年 | 中銀香港「BoC Bill 綜合收款服務 桌上付款安全快捷」   |
| 2019年 | 中銀香港「BoC Pay 流動應用程式 本地消費 暢通無阻」   |
| 2019年 | 中銀香港「BoC Pay 綁定銀行賬戶 消費繳費都賺分」      |
| 2019年 | 中銀香港「BoC Bill 綜合收款服務 您的商舖管理好幫手」 |
| 2019年 | 中銀香港「BoC Bill 綜合收款服務 讓善心速速到」       |
| 2020年 | big big shop - 台灣好農紫鑽牛油果                    |
| 2021年 | 富融銀行「利是拯救隊 - 睇電視 𢭃利是 融易過肥年」    |

### 其他
- 2018年：《星夢郵輪世界夢號》宣傳片
- 2019年：香港房屋協會「房協360大搜查 – 『智友善』家居探知館篇」宣傳片

## 曾獲獎項與提名
| 年份   | 獎項                                         | 結果     |
| ------ | -------------------------------------------- | -------- |
| 2018年 | 2018香港電視大獎「新人獎」-《#後生仔傾偈》   | 提名     |
| 2020年 | 萬千星輝頒獎典禮2020「最佳節目主持」         | 提名     |
| 2021年 | 萬千星輝頒獎典禮2021「飛躍進步男藝員」       | 最後六強 |
| 2021年 | 觀眾在民間電視大獎2021「民選飛躍進步男藝員」 | 提名     |
| 2022年 | 萬千星輝頒獎典禮2022「飛躍進步男藝員」       | 提名     |

## 外部連結
- 林正峰的新浪微博
- Niklas Fung的Facebook專頁
- 楓 Niklas的Facebook專頁
- 林正峰的Instagram帳戶